# Roburent
Roburent – miejscowość i gmina we Włoszech, w regionie Piemont, w prowincji Cuneo.
Według danych na rok 2004 gminę zamieszkiwało 565 osób, 19,5 os./km².